# École française de luth
Au XVIIe siècle, en France, le luth est par excellence l'instrument noble et raffiné. Il est extrêmement prisé par le roi (qui était un bon joueur de luth) ainsi que par les grands de la cour et de la noblesse.

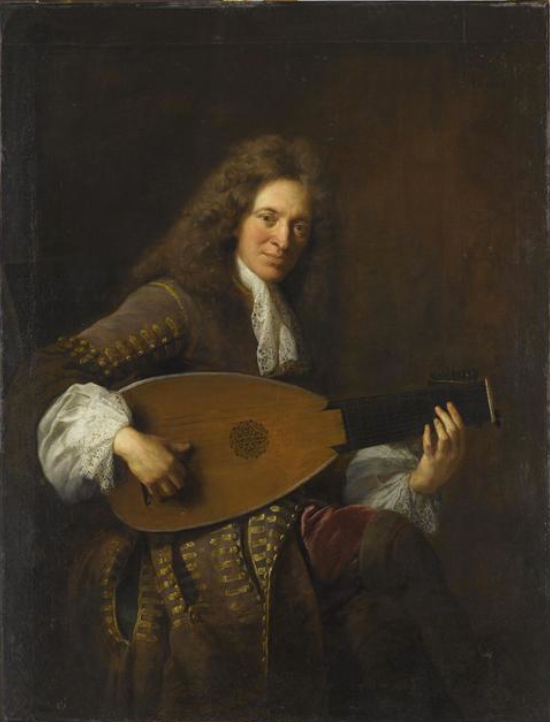
Charles Mouton.

L'école française de luth éclipse à cette époque celles des autres nations, notamment l'Italie et l'Angleterre, et s'illustre par plusieurs artistes de grand renom, notamment :
- Charles Bocquet
- René Mézangeau (vers 1568-1638)
- Ennemond Gaultier dit le Vieux Gaultier (1575-1651)
- Pierre Gaultier (1599-1681)
- Germain Pinel (vers 1600-1664)
- Denis Gaultier dit le Jeune (1603-1672)
- François du Fault ou Dufaut (avant 1604-vers 1670)
- Charles Fleury, Sieur de Blancrocher (vers 1605-1652)
- Jacques Gallot (vers 1625-après 1696)
- Charles Mouton (vers 1626-vers 1710)
- Louis de Rigaud, sieur de Fonlidon (vers 1580-1640)
- Robert de Visée (vers 1658-1725)

Dès le début du XVIIIe siècle, le luth passe de mode en France, tout comme le théorbe et la guitare, supplanté dans ses fonctions d'instrument soliste ou d'accompagnateur par le clavecin.
C'est au luth que la suite de danses doit principalement son apparition et certaines de ses caractéristiques. C'est aussi d'après lui que les clavecinistes français adaptent à leur instrument le « style luthé » (ou « style brisé ») qui caractérise le répertoire français.

### Partitions
- Anthology of 17th Century French Pieces vol. 1 - Luth Baroque, Anthologie de pièces du 17e siècle français, Ut Orpheus.
- Anthology of 17th Century French Pieces vol. 2 - 2 Luths, Anthologie de pièces françaises du 17e siècle, pour 2 luths / Pièces de Johann Gumprecht et François Dufaut, Ut Orpheus.
- Anthology of 17th century French Pieces vol. 3 - 2 Luths, Anthologie de pièces françaises du 17e siècle / Pièces de Denis Gautier, Ennemond Gautier, Charles Mouton et Anonyme, Ut Orpheus.